# Tchaj-cung
Tchaj-cung (čínsky: 唐太宗; pinyin: Táng Tàizōng; 23. ledna 599 – 10. července 649) byl druhým císařem dynastie Tchang. Vládl v letech 626–649 a je považován za jednoho z největších císařů Číny. Jeho dcera, princezna Wen-čcheng, byla manželkou tibetského krále Songcän Gampa.